# Stanislaw Wladimirowitsch Kowschik
Stanislaw Wladimirowitsch Kowschik (russisch Станислав Владимирович Ковшик; * 26. April 1991) ist ein russischer Naturbahnrodler. Er stammt wie viele russische Naturbahnrodler aus Kandalakscha, startet im Einsitzer und auch im Doppelsitzer. Kowschik erreichte im Weltcup bisher drei Podestplatzierungen, davon einen Sieg und errang als erster Russe einen Podestplatz im Einsitzer. Bei Weltmeisterschaften gewann er 2013 und 2019 die Silbermedaille im Teamwettbewerb und bei Europameisterschaften im Jahr 2014 die Silbermedaille im Teamwettbewerb. Bei der Junioreneuropameisterschaft 2011 gewann er die Bronzemedaille im Doppelsitzer.

## Karriere
Stanislaw Kowschik nahm ab 2007 an internationalen Juniorenmeisterschaften teil. Bei der Junioreneuropameisterschaft 2007 in St. Sebastian startete er nur im Doppelsitzer und erzielte mit Iwan Rodin den vierten Platz. Auf eine Medaille fehlten nur 13 Hundertstelsekunden. Bei der Juniorenweltmeisterschaft 2008 in Latsch startete er hingegen nur im Einsitzer und wurde 15. Ebenfalls den 15. Platz im Einsitzer erzielte er bei der Junioreneuropameisterschaft 2009 in Longiarü und der Juniorenweltmeisterschaft 2010 in Deutschnofen. Im Doppelsitzer kam er in diesen beiden Jahren jeweils auf den fünften Platz, 2009 mit Ilja Korobow und 2010 mit Ilja Tarassow.
Seit der Saison 2008/2009 startet Kowschik im Weltcup. Im Einsitzer fuhr er in seinem ersten Winter in fünf der sechs Weltcuprennen unter die schnellsten 25 und erzielte als bestes Ergebnis den 18. Platz im vorletzten Rennen in Nowouralsk. Er belegte im Gesamtweltcup den 20. Platz und war somit bester Russe. Im Doppelsitzer ging er mit dem zehn Jahre älteren Roman Molwistow, der bereits mit Denis Alimow mehrere Podestplatzierungen erreicht hatte, in den ersten vier Weltcuprennen an den Start. Sie kamen jedes Mal unter die schnellsten zehn und erzielten als bestes Resultat den achten Platz in Unterammergau, womit sie Zehnte im Gesamtweltcup wurden. Bei der Weltmeisterschaft 2009 in Moos in Passeier, seinem ersten Titelkampf in der Allgemeinen Klasse, erzielte Kowschik den 24. Platz im Einsitzer und mit Molwistow den neunten Rang im Doppelsitzer. In der Saison 2009/2010 erreichte Kowschik im Einsitzer ähnliche Resultate wie im Vorjahr. Wieder fuhr er in fünf der sechs Weltcuprennen unter die schnellsten 25 und wieder war ein 18. Platz, diesmal beim Saisonfinale in Garmisch-Partenkirchen, sein bestes Ergebnis. Im Gesamtweltcup fiel er aber um zwei Plätze auf Rang 22 zurück. Im Doppelsitzer bestritt er nach dem Rücktritt Roman Molwistows nur ein Weltcuprennen gemeinsam mit Ilja Tarassow, mit dem er danach auch an der Juniorenweltmeisterschaft teilnahm. Sie belegten in Latsch den zehnten Platz. Bei der Europameisterschaft 2010 in St. Sebastian startete Kowschik mit Maxim Batunin im Doppelsitzer. Sie erzielten den zehnten Platz von zwölf gewerteten Doppelsitzerpaaren. Im Einsitzer startete er nach Platz 24 im ersten Lauf nicht mehr im zweiten Durchgang.
In der Saison 2010/2011 konnte Kowschik seine Weltcupergebnisse verbessern. Im Einsitzer fuhr er mit Platz 13 im zweiten Rennen in Nowouralsk und Rang 12 beim Saisonfinale in Olang erstmals unter die schnellsten 15. Im Einsitzer-Gesamtweltcup verbesserte er sich auf den 18. Platz. Im Doppelsitzer bestritt Kowschik mit Ilja Tarassow fünf der sechs Weltcuprennen. Sie erzielten mit Platz fünf in Olang ihr bestes Resultat und erreichten im Gesamtweltcup den sechsten Rang. Bei der Weltmeisterschaft 2011 in Umhausen erzielten Kowschik/Tarassow den neunten Platz im Doppelsitzer und zusammen mit Ljudmila Aksenenko als Team Russland II den siebenten Platz im Mannschaftswettbewerb. Im Einsitzer startete Kowschik nicht. Eine Woche später gewannen Stanislaw Kowschik und Ilja Tarassow die Bronzemedaille bei der Junioreneuropameisterschaft 2011 in Laas. Im Einsitzer erreichte Kowschik den fünften Platz.
Im Winter 2011/2012 verbesserten sich Kowschiks Resultate weiter: Im ersten Einsitzer-Weltcuprennen der Saison 2011/2012 fuhr Kowschik als Neunter erstmals unter die schnellsten zehn. Eine Woche später erreichte er mit dem dritten Platz in Olang als erster Russe im Herren-Einsitzer einen Weltcup-Podestplatz. Im weiteren Saisonverlauf kam er zwar nur noch einmal unter die schnellsten zehn, dennoch erreichte er mit dem siebten Gesamtrang das beste Ergebnis, das je ein Russe im Einsitzer-Gesamtweltcup erzielte. Einen guten Erfolg erzielte Kowschik auch bei der Europameisterschaft 2012 in Nowouralsk: Er fuhr auf Platz neun im Einsitzer und war damit der erste Russe im Herren-Einsitzer, der bei Europameisterschaften (und auch Weltmeisterschaften) in die Top 10 kam. Im Mannschaftswettbewerb belegte er mit Ljudmila Aksenenko und dem Doppel Jegorow/Popow im Team Russland II den sechsten Platz. Im Doppelsitzer startete Kowschik in diesem Winter mit Iwan Rodin. Sie nahmen an allen sechs Weltcuprennen teil, erzielten Platzierungen um Rang zehn und wurden Achte im Gesamtweltcup. Bei der EM war das Doppel aber nicht am Start.

## Erfolge

### Weltmeisterschaften
- Moos in Passeier 2009: 24. Einsitzer, 9. Doppelsitzer (mit Roman Molwistow)
- Umhausen 2011: 9. Doppelsitzer (mit Ilja Tarassow), 7. Mannschaft
- Deutschnofen 2013: 2. Mannschaft, 11. Doppelsitzer (mit Ilja Tarassow), 13. Einsitzer
- Sankt Sebastian 2015: 9. Einsitzer
- Vatra Dornei 2017: 7. Einsitzer
- Latzfons 2019: 2. Mannschaft, 5. Doppelsitzer (mit Ilja Tarassow), 8. Einsitzer
- Umhausen 2021: 7. Doppelsitzer

### Europameisterschaften
- St. Sebastian 2010: 10. Doppelsitzer (mit Maxim Batunin)
- Nowouralsk 2012: 9. Einsitzer, 6. Mannschaft
- Umhausen 2014: 2. Mannschaft, 7. Einsitzer
- Passeier 2016: 10. Einsitzer
- Obdach 2018: 5. Doppelsitzer (mit Ilja Tarassow), 10. Einsitzer
- Moskau 2020: 4. Doppelsitzer (mit Ilja Tarassow), 13. Einsitzer
- Laas 2022: 6. Doppelsitzer

### Juniorenweltmeisterschaften
- Latsch 2008: 15. Einsitzer
- Deutschnofen 2010: 15. Einsitzer, 5. Doppelsitzer (mit Ilja Tarassow)

### Junioreneuropameisterschaften
- St. Sebastian 2007: 4. Doppelsitzer (mit Iwan Rodin)
- Longiarü 2009: 15. Einsitzer, 5. Doppelsitzer (mit Ilja Korobow)
- Laas 2011: 5. Einsitzer, 3. Doppelsitzer (mit Ilja Tarassow)

### Weltcup
- 5. Gesamtrang im Einsitzer in der Saison 2013/14
- 5. Gesamtrang im Doppelsitzer in der Saison 2018/19
- 1 Podestplatz im Einsitzer
- 2 Podestplätze im Doppelsitzer, davon 1 Sieg:

| Datum           | Ort    | Land     | Disziplin    |
| --------------- | ------ | -------- | ------------ |
| 16. Januar 2019 | Moskau | Russland | Doppelsitzer |